# Let Love Rule
Let Love Rule é o álbum de estreia do músico americano Lenny Kravitz, lançado em 14 de setembro de 1989 pela Virgin Records. O álbum é notável por sua fusão de rock, funk, soul, R&B e blues, apresentando a visão única de Kravitz sobre a música e suas influências, incluindo artistas como Jimi Hendrix, Prince e The Rolling Stones. 

## História
A gravação do álbum ocorreu entre 1988 e 1989, com Kravitz assumindo a maior parte da produção. Ele tocou a maioria dos instrumentos no álbum, incluindo guitarra, baixo, bateria e teclados, com o auxílio de Craig Ross na guitarra e produção adicional. Kravitz teve a intenção de criar um álbum que fosse uma celebração do amor, da paz e da união, e isso se reflete nas letras das músicas.
O álbum inclui a famosa faixa-título "Let Love Rule", que se tornou um dos maiores sucessos de sua carreira e ajudou a estabelecer Kravitz como uma força no cenário musical global. Outros destaques do álbum incluem "Freedom Train", que reflete o compromisso de Kravitz com temas de liberdade e igualdade, e "Mr. Cab Driver", uma crítica ao racismo que Kravitz vivenciou.

## Recepção crítica
Let Love Rule foi bem recebido pela crítica, com muitos elogiando a originalidade e a mistura de estilos musicais. O álbum foi descrito como uma obra que definiu a carreira de Kravitz, mostrando sua habilidade de misturar diferentes gêneros de forma coesa. A Rolling Stone deu uma nota positiva ao álbum, destacando a autenticidade da música e o impacto de suas letras.

## Músicas
Todas as faixas por Lenny Kravitz, exceto onde anotado.
1. "Sittin' on Top of the World" – 3:16
2. "Let Love Rule" – 5:42
3. "Freedom Train" – 2:50
4. "My Precious Love" – 5:15
5. "I Build This Garden For Us" – 6:16
6. "Fear" (Kravitz, Bonet) – 5:25
7. "Does Anybody Out There Even Care" – 3:42
8. "Mr. Cab Driver" – 3:49
9. "Rosemary" (Kravitz, Bonet) – 5:27
10. "Be" – 3:16

### Faixas bônus
1. "Blues for Sister Someone" – 2:51
2. "Empty Hands" – 4:42
3. "Flower Child" – 2:56

## Desempenho comercial
- Let Love Rule* foi um sucesso comercial, alcançando a posição de número 61 na Billboard 200, e mais tarde foi certificado como ouro pela RIAA nos Estados Unidos. O álbum também obteve sucesso nas paradas internacionais, incluindo no Reino Unido, onde foi certificado como Platina.[3]

## Legado
O álbum é amplamente considerado como um dos marcos iniciais da carreira de Lenny Kravitz, com ele ajudando a definir o som de sua música para os anos seguintes. "Let Love Rule" se tornou um hino de amor e unidade e continua a ser uma das músicas mais emblemáticas do repertório de Kravitz. O sucesso do álbum ajudou a estabelecer Kravitz como um dos artistas mais importantes dos anos 90 e além.

## Desempenho nas Paradas
Álbum
| Paradas (1989) | Melhor posição |
| -------------- | -------------- |
| Billboard 200  | 61             |

| Ano  | Single                       | Parada                | Posição |
| ---- | ---------------------------- | --------------------- | ------- |
| 1989 | "Let Love Rule"              | Mainstream Rock       | 23      |
| 1989 | Let Love Rule"               | Modern Rock Tracks    | 5       |
| 1990 | "I Build This Garden for Us" | Modern Rock Tracks    | 25      |
| 1990 | "Let Love Rule"              | The Billboard Hot 100 | 89      |